# 广西政法管理干部学院
广西政法管理干部学院是中华人民共和国的一所公办省属成人高等学校，位于广西壮族自治区南宁市。
1980年，广西司法干部训练班成立；1981年，在广西司法干部训练班的基础上组建广西政法干部学校；1984年10月，升格为广西政法管理干部学院。1983年3月，广西司法学校成立。1996年9月，广西司法学校并入广西政法管理干部学院，并保留“广西司法学校”的牌子。2018年，并入广西警察学院。